# Le Pompidou
Le Pompidou è un comune francese di 205 abitanti situato nel dipartimento della Lozère nella regione dell'Occitania.

## Società

### Evoluzione demografica
Abitanti censiti